# 고하타촌 (후쿠시마현 아다치군)
고하타촌(木幡村)은 후쿠시마현 아다치군에 있던 촌이다. 현재의 니혼마쓰시 고하타에 해당한다.

## 역사
- 1889년 4월 1일 - 정촌제 시행에 의해 2촌이 대부분 합병으로 성립하였다.
- 1955년 4월 1일 - 도자와촌, 하리미치촌, 오타촌과 합병해 도와촌이 성립하여, 동일 고하타촌이 폐지되었다.

## 참고문헌
- 角川日本地名大辞典 7 福島県